# Quique Álvarez
Quique Álvarez, egentligen Enrique Álvarez Sanjuan (född 20 juli 1975 i Vigo) är en spansk före detta professionell fotbollsspelare (mittback) som avslutade spelarkarriären 2009. 
Álvarez startade sin karriär i FC Barcelona B 1993 och har bland annat spelat för UE Lleida och Villarreal CF innan han avslutade karriären i Recreativo. 